# Timofei Moșneaga
Timofei Moșneaga (n. 6 martie 1932, Corjova, raionul Dubăsari, RSS Ucraineană, URSS – d. 1 iunie 2014, Chișinău, Republica Moldova) a fost un medic și om politic din Republica Moldova. Timp de peste 40 de ani a deținut funcția de medic-șef al Spitalului Clinic Republican, care actualmente îi poartă numele. De asemenea, a fost ministru al Sănătății al Republicii Moldova între anii 1994–1997.

## Biografie

### Tinerețe și studii
Timofei Moșneaga s-a născut în satul Corjova, raionul Dubăsari, în familia lui Vasile și a Eufrosiniei Moșneaga. A avut patru surori și trei frați.    
Studiile primare le urmează la școala din satul natal, iar cele secundare, la școala medie din Dubăsari. Între anii 1947–1950 studiază la Colegiul de felceri și moașe din orașul Bender, pe care o absolvă cu diplomă de merit. În anul 1950 este admis fără examene la Facultatea de Medicină Generală a Institutului de Stat de Medicină din Chișinău (ISMC), actualmente Universitatea de Stat de Medicină și Farmacie „Nicolae Testemițanu”, pe care o finalizează, de asemenea, cu diplomă de merit.

### Activitatea medicală
Între anii 1956–1959 activează în calitate de lector la Colegiul de felceri și moașe din Bender și, concomitent, ca medic de sector (internist) la Spitalul orășenesc din această localitate. Totodată, exercită timp de doi ani, funcția de șef al Secției orășenești și raionale a ocrotirii sănătății din Bender.   
La începutul anului 1960, la vârsta de 27 de ani acceptă funcția de medic-șef al Spitalului Clinic Republican din Chișinău. Își începe activitatea cu renovarea clădirilor vechi ale spitalului adaptate în perioada de după cel de-al Doilea Război Mondial, care nu mai corespundeau cerințelor de acordare a asistenței medicale specializate. Apoi inițiază construcția unui edificiu nou multietajat. Timofei Moșneaga, împreună cu echipa de constructori s-a deplasat în căutarea unei variante optime de proiect în Finlanda, Franța, Germania, la Moscova și Kiev. În anul 1977, după nenumărate eforturi este finalizată construcția complexului spitalicesc ce includea mai multe blocuri funcționale: staționar, policlinică, administrativ, bibliotecă și altele.
Grație aportului medicului-șef Moșneaga, în cadrul SCR se deschid secții specializate pentru pacienții cu maladii somatice și chirurgicale, dotate cu tehnologii de tratament de ultimă oră, inclusiv metoda modernă de litotritie a pietrelor renale. În blocul chirurgical se deschid secțiile de chirurgie gastrică, proctologie, chirurgie vasculară, cardiochirurgie pediatrică, chirurgie endoscopică. Sunt organizate secțiile de chirurgie toracică, urologie, endocrinologie, serviciul de anesteziologie. Se implementează tehnologii moderne de diagnostic al maladiilor gastrointestinale, al ficatului și se creează Laboratorul de hemodializă. Departamentul de diagnostic medical este înzestrat cu utilaj performant, astfel se organizează cabinete de tomografie prin rezonanță magnetică nucleară, Laboratorul de imunologie clinică și cel bacteriologic, Secția de angiografie a vaselor periferice și cardioangiografie.  
Activează în această funcție timp de peste 40 de ani, contribuind la dezvoltarea Spitalului Clinic Republican și la crearea condițiilor favorabile în cadrul SCR pentru desfășurarea activității didactice, științifice și clinice a 15 catedre a Universității de Stat de Medicină și Farmacie „Nicolae Testemițanu”, constituind cel mai important centru de activitate științifico-didactică pentru formarea medicilor din Republică.
De-a lungul anilor Timofei Moșneaga a promovat, în premieră la Spitalul Clinic Republican, terapia prin artă. Invita artiști plastici printre care: Mihai Petric, Valeriu Pușcașu, Mihail Statnîi ș.a.; să inaugureze în incinta spitalului expoziții de pictură destinate pacienților.
Pentru proiectarea și realizarea noului edificiu al Spitalului Clinic Republican în calitate de medic tehnolog, i se decernează titlul de Laureat al Premiului de Stat al RSS Moldovenești în domeniul literaturii, artei și arhitecturii (1982). 
În anul 1980, regizorul Anatol Codru toarnă un film biografic despre Timofei Moșneaga întitulat „Visul vieții mele” (compozitor Arkady Luxemburg).
În anul 2002, cu prilejul aniversării a 70 de ani a medicului-șef, publicistul Ion Stici editează cartea biografică „Medicul poporului Timofei Moșneaga”.
Din anul 2003 până la trecerea sa în neființă este medic-șef de onoare al Spitalului Clinic Republican.

Pentru merite în activitatea profesională, este distins cu titlurile onorifice de Medic Emerit din RSSM, Medic al Poporului din URSS și este apreciat cu înalte distincții de stat, printre care și Ordinul Republicii, „În semn de înaltă prețuire a meritelor deosebite în dezvoltarea ocrotirii sănătății, contribuție substanțială la implementarea metodelor avansate de diagnostic și tratament și activitate metodico-organizatorică prodigioasă”.

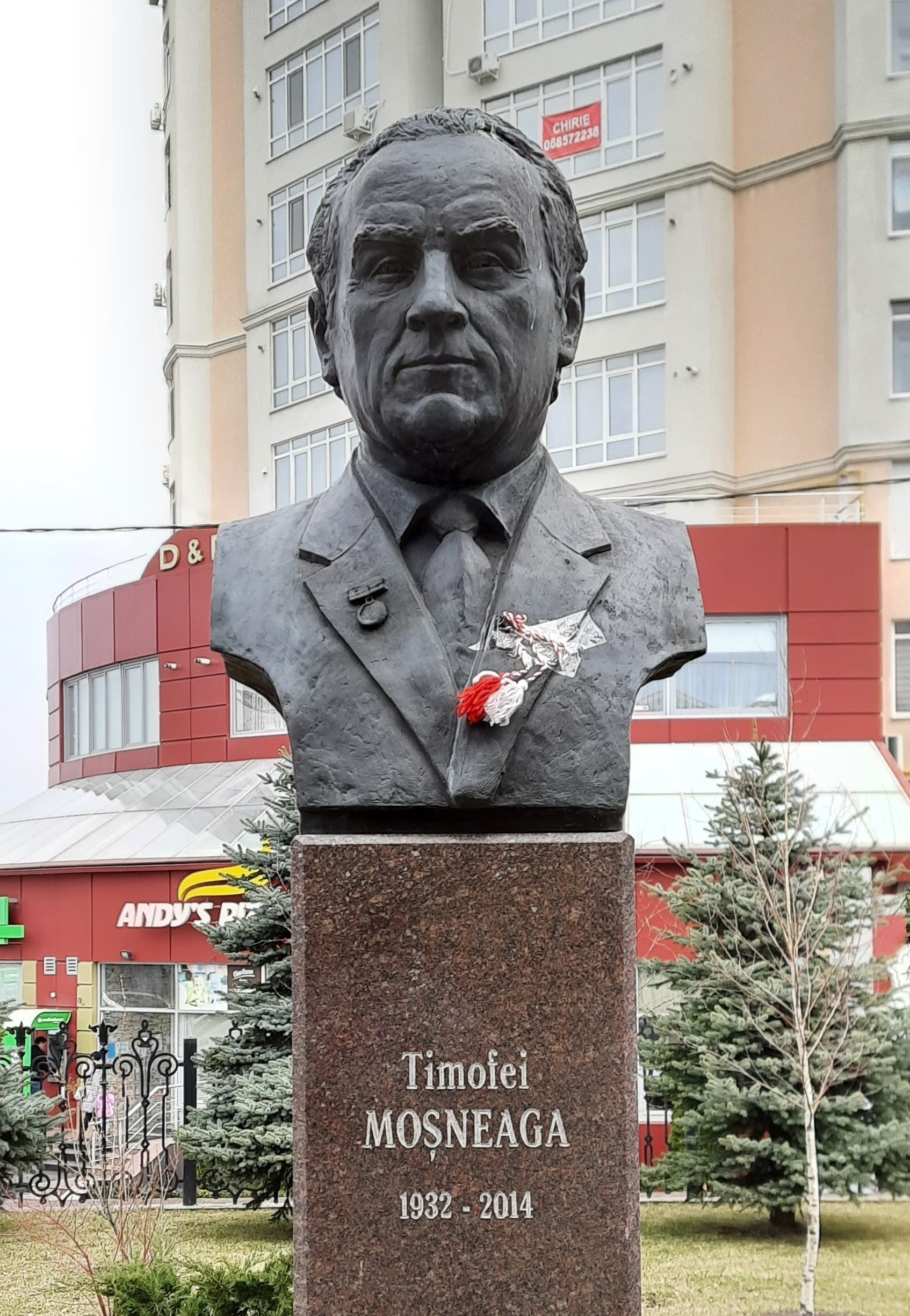
Bust pe Aleea savanților și medicilor iluștri din Chișinău

### Activitatea științifico-didactică
În anul 1959 își urmează studiile de aspirantură la Catedra de terapie propedeutică a ISMC. Activează în calitate de asistent universitar la Catedra de terapie nr. 2 – anul 1960, și ulterior de conferențiar universitar – între anii 1972–1989. În anul 1968 susține teza de doctor în științe medicale la Kiev.
Este primul medic din Republica Moldova căruia i-a fost acordat titlul de doctor honoris causa al Universității de Stat de Medicină și Farmacie „Nicolae Testemițanu” (anul 1994).
A publicat circa 150 de lucrări științifice, inclusiv 3 monografii. De asemenea, a ghidat elaborarea a 16 teze de doctor în științe medicale.

### Activitatea politică
În anul 1957 este ales deputat al poporului în Sovietul orășenesc Chișinău, actualmente Consiliul municipal Chișinău.  
În anul 1989 este ales deputat al poporului din URSS, membru al Comitetului pentru afaceri externe al Sovietului Suprem al Uniunii Sovietice. Împreună cu deputatul Eugen Doga sunt unicii membri ai delegației moldovenești care semnează o scrisoare deschisă către Președintele URSS Mihail Gorbaciov în care au pledat pentru integritatea teritorială a Moldovei, condamnând mișcările separatiste din Stînga Nistrului. După proclamarea independenței este numit conducător al grupei de împuterniciți speciali cu statut de observatori din partea Republicii Moldova în Consiliul Republicilor al Sovietului Suprem al URSS.
În anul 1994 este ales deputat în Parlamentul Republicii Moldova de legislatura a II-a, pe listele Partidului Democrat Agrar. Este membru al Comisiei parlamentare pentru protecție socială, ocrotirea sănătății și ecologie.

Între anii 1994–1997 deține funcția de ministru al Sănătății al Republicii Moldova. În această funcție pledează pentru păstrarea patrimoniului medical național, întărind eficiența personalului medical și instituțiilor spitalicești din țară. Conlucrează cu firme din Japonia pentru a atrage investiții în sistemul medical. Ca urmare, o bună parte din spitale au fost dotate cu aparataj medical de marca Siemens. În anul 1995, Ministerul Sănătății condus de Timofei Moșneaga elaborează Legea Ocrotirii Sănătății, care reglementează aproape în totalitate activitatea sistemului de sănătate din Moldova. În perioada mandatului, stabilește contact direct cu Organizația Mondială a Sănătății, al cărei birou regional a fost deschis la Chișinău.  

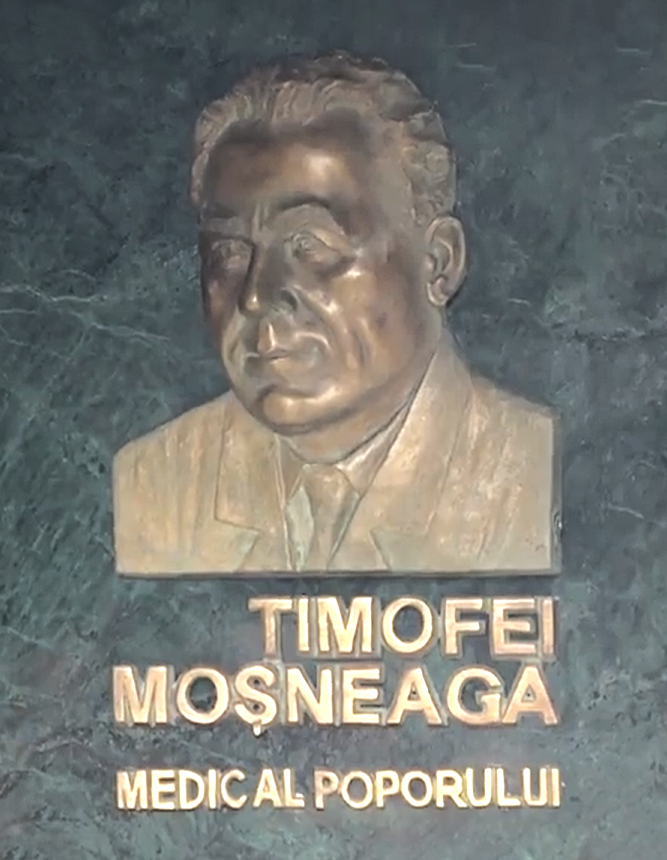
Placă comemorativă pe fațada SCR

### Comemorare
S-a stins din viață la 1 iunie 2014, la Chișinău.
Bustul său se regăsește pe Aleea savanților și medicilor iluștri din Chișinău, în vecinătatea Blocului didactic nr. 1 „Leonid Cobâleanschi” al Universității de Stat de Medicină și Farmacie „Nicolae Testemițanu”.
Din 19 iulie 2017, conform hotărîrii Guvernului Republicii Moldova, Spitalul Clinic Republican poartă numele lui Timofei Moșneaga.
Cu prilejul aniversării a 200 de ani de la fondarea SCR „Timofei Moșneaga”, pe fațada instituției a fost inaugurată o placă comemorativă dedicată fostului medic-șef.
„Legea trebuie să fie egală pentru toți – de la muncitor pînă la ministru. Și responsabilitatea în fața legii trebuie să fie identică.”—Timofei Moșneaga

## Familie
A fost căsătorit cu Maria Moșneaga (Burlacu), medic obstetrician-ginecolog, doctor în medicină, cavaler al Ordinului „Gloria Muncii”. Împreună au avut doi feciori.

## Distincții
- Eminent al Ocrotirii Sănătății
- Medalia „Eroism în muncă” (1961)
- Medic Emerit al RSS Moldovenești (1966)
- Medalia „Pentru vitejie în muncă. În comemorarea a 100 de ani de la nașterea lui Vladimir Ilici Lenin” (1970)
- Ordinul „Insigna de Onoare” (1971)
- Ordinul Steagul Roșu al Muncii (1976)
- Medic al Poporului din URSS (1979)
- Laureat al Premiului de Stat al RSS Moldovenești în domeniul literaturii, artei și arhitecturii (1982)
- Ordinul Lenin (1986)
- Doctor honoris causa al Universității de Stat de Medicină și Farmacie „Nicolae Testemițanu” (1994)
- Ordinul Republicii (1997)
- Medic-șef de onoare al Spitalului Clinic Republican (2003)
- Medalia „Nicolae Testemițanu” (2004)[27]
- Diploma Guvernului Republicii Moldova de gradul I (2012)
- Laureat al Premiului „Întreaga carieră medicală” – Gala Premiilor în Sănătate (I ediție) (2012)[28]